# سیارک ۱۷۸۵
سیارک ۱۷۸۵ (به انگلیسی: 1785 Wurm، نامگذاری:1941CD) هزار و هفتصد و هشتاد و پنجمین سیارک کشف شده‌است که در ۱۵ فوریه ۱۹۴۱ و در هایدلبرگ کشف شد.
قدر مطلق سیارک برابر ۱۳٫۲۰ است.